# Gabernik
Gabernik – wieś w Słowenii, w gminie Slovenska Bistrica. W 2018 roku liczyła 599 mieszkańców.